# 早川正昭
早川 正昭（はやかわ まさあき、1934年1月7日 - 2024年8月20日）は、日本の作曲家、指揮者。広島大学名誉教授、新ヴィヴァルディ合奏団常任指揮者。

## 経歴
千葉県市川市出身。早くから音楽の才能を示し、6歳で最初の曲を書いた。東京都立両国高等学校を経て、東京大学で農学を学んだ後、東京芸術大学で長谷川良夫に作曲を、渡邉暁雄に指揮を学び、1960年に卒業した。
1961年に東京ヴィヴァルディ合奏団を創立し、日本のみならずヨーロッパ各地で公演を行った。
1978年にはウィーンとミュンヘンに留学し、バロック音楽を研究した。
1979年、東京ヴィヴァルディ合奏団のトップメンバーらとともに新ヴィヴァルディ合奏団を設立。
名古屋音楽大学、広島大学、聖徳大学の教授を歴任。
作品は西洋の楽器や技術を使用しながらも、日本の伝統音楽の影響を受けている。
2024年8月20日午前6時43分、茨城県水戸市の病院で心不全のため死去。90歳没。

## 作品
- トロンボーン四重奏曲「イントロダクションとアレグロ」（1960）
- ハープのための即興曲（1964）
- マリンバ協奏曲（1965）
- ギターのための3つの前奏曲（1968）
- レクイエム・シャーンティ (1970)
- 尺八、ヴァイオリン、打楽器と弦楽オーケストラのための「幻影」（1974）
- ヴァイオリン協奏曲（1976）
- マンドリンオーケストラとギターオーケストラのための「サウンドスケープ」
- マンドリン合奏のための「秋・冬」
- バロック風「日本の四季」
- バロック風「台湾の四季（Four Seasons of Taiwan）」（1986）
- 無伴奏ヴィオラ・ソナタ（2007）

## レコード
- 『日本の詩　― 尺八でつづる日本のメロディー ―』編曲・指揮:早川正昭　RCA–JRZ-2539、1974年

## 翻訳
- マルク・パンシェルル著『ヴィヴァルディ　作品と生涯』桂誠との共訳（1970年、音楽之友社）